# Karl Heinrich Mertens
Karl Heinrich Mertens, oft auch nur Heinrich Mertens, (* 7. Mai 1796 in Bremen; † 29. September 1830 in Kronstadt (Russland)) war ein deutscher Arzt und Botaniker. Sein offizielles botanisches Autorenkürzel lautet K.Mert.

## Biografie
Karl Heinrich Mertens war der Sohn von Franz Karl Mertens, einem deutschen Botaniker. Er studierte ebenfalls Botanik. 1813 und 1815 nahm er freiwillig an den Feldzügen gegen Napoleon teil und lernte dabei mehrere französische Botaniker kennen. Er verbrachte auch einige Zeit in England und studierte danach in Göttingen Medizin und Naturwissenschaften. Ab 1821 war er als Arzt in Bremen, ging jedoch schon 1824 nach St. Petersburg, um an den Reisen von Otto von Kotzebue teilzunehmen. Das gelang ihm nicht und er praktizierte in St. Petersburg als Arzt, bis er sich der Weltumseglung von Friedrich Benjamin von Lütke (1826–1829) anschloss. Von dieser Reise nahm er zahlreiche zoologische und botanische Funde mit, die er in St. Petersburg zu untersuchen begann. Er wurde zum Mitglied der St. Petersburger Akademie ernannt und schloss sich bereits im Sommer 1830 einer Expedition nach Island an. Die Expedition durfte jedoch auf Island nicht an Land gehen. Auf der Rückreise brach auf dem Schiff Typhus aus, eine Krankheit, an der er nach seiner Ankunft in St. Petersburg starb.
Nach Karl Heinrich Mertens wurde das Artepitheton des wissenschaftlichen Namens der Berg-Hemlocktanne (Tsuga mertensiana) benannt. Er hatte die Art im heutigen Borough Sitka in Alaska entdeckt.